# Salaš (Serbia)
Salaš (cyr. Салаш) – wieś w Serbii, w okręgu zajeczarskim, w mieście Zaječar. W 2011 roku liczyła 688 mieszkańców.